# Breinermoor
Die Ortschaft Breinermoor liegt in der Gemeinde Westoverledingen und grenzt an die Stadt Leer (Ostfriesland) sowie die Gemeinde Rhauderfehn in Niedersachsen.
In der Ortschaft leben 325 Einwohner (Stand: Dezember 2022). In der gesamten Gemeinde Westoverledingen sind es 20.039 Einwohner. Über die Grenzen Westoverledingens ist Breinermoor auch als Standort der Mülldeponie des Landkreises Leer bekannt. Dabei sind die eigentlichen Markenzeichen des Ortes am nordöstlichen Zipfel der Gemeinde Westoverledingen die hier gefertigten Schlittschuhe.

## Geschichte
Es ist möglich, dass Breinermoor bereits vor 1000 Jahren als Brenom bestanden hat. Die Existenz von Breinermoor mit seinen zehn Ortsteilen, darunter Moorhusen, der Wilderfang, Idehörn und die Prinzenburg, wird von Geschichtsforschern auf das Jahr 1362 datiert. Sichere Kunde erhalten wir jedoch erst aus dem 15. Jahrhundert, als der Ort noch zum Kirchspiel Backemoor gehörte. Vor 200 Jahren war Breinermoor Hafenort für die Fehntjer Schiffer. Weit über das Overledingerland und Ostfriesland hinaus bekannt sind die „Breinermöerkes“. Schlittschuhe, die seit Generationen von Meisterhand aus Holz und eisernen Laufschienen – zu 1/4 aus Hartstahl und 3/4 aus Schmiedeeisen – hergestellt wurden. Diese hölzernen Qualitätsschlittschuhe wurden von 1830 bis 1972 von den örtlichen Schmieden und Schustern gefertigt. Die St.-Sebastian-und-St.-Vincenz-Kirche wurde 1784 gebaut.
Am 1. Januar 1973 wurde Breinermoor in die neue Gemeinde Westoverledingen eingegliedert.

## Politik
Ortsvorsteher in Breinermoor ist Jakob Beissel-Kayser.

## Vereine

### Ortsverein Breinermoor
Seit dem Juli 1978 gibt es einen Ortsverein, der regelmäßig Veranstaltungen und Aktionen in Breinermoor organisiert.

### Freiwillige Feuerwehr
Seit über 125 Jahren gibt es eine Freiwillige Feuerwehr in Breinermoor.

## Söhne und Töchter der Gemeinde
- Diedrich Smidt (1931–2018), Veterinärmediziner und Agrarwissenschaftler sowie Hochschullehrer